# David Elleray
David Roland Elleray, né le 3 septembre 1954 à Douvres, dans le Kent, est un ancien arbitre anglais de football. Il est professeur de géographie à Harrow School. Il débuta comme arbitre de première division en 1983, puis devint arbitre international en 1992 jusqu'en 1999 et il arrêta définitvement en 2003. 

## Carrière
Il a officié dans des compétitions majeures : 
- Charity Shield 1992
- Coupe d'Angleterre de football 1993-1994 (finale)
- Coupe intercontinentale 1995
- Euro 1996 (1 match)
- Supercoupe de l'UEFA 1997 (match aller)
- Coupe du Brésil de football 1998 (finale)
- Coupe COSAFA 1999 (finale retour)
- Coupe de la Ligue anglaise de football 2000-2001 (finale)